# David Shire
Pour les articles homonymes, voir Shire.
David Shire est un compositeur américain né le 3 juillet 1937 à Buffalo, New York (États-Unis).

## Filmographie

### comme compositeur

#### Cinéma

##### Longs métrages
- 1971 : Le Dernier Train pour Frisco (One More Train to Rob) d'Andrew V. McLaglen
- 1971 : Summertree d'Anthony Newley
- 1971 : Vas-y, fonce (Drive, He Said) de Jack Nicholson
- 1971 : Skin Game de Paul Bogart
- 1972 : To Find a Man de Buzz Kulik
- 1973 : Steelyard Blues d'Alan Myerson
- 1973 : Brève rencontre à Paris  (Two People)
- 1973 : Class of '44 (en) de Paul Bogart
- 1973 : Duel dans la poussière (Showdown) de George Seaton
- 1974 : Conversation secrète (The Conversation) de Francis Ford Coppola
- 1974 : Les Pirates du métro (The Taking of Pelham One Two Three) de Joseph Sargent
- 1975 : La Bonne Fortune (The Fortune) de Mike Nichols
- 1975 : Adieu ma jolie (Farewell, My Lovely) de Dick Richards
- 1975 : L'Odyssée du Hindenburg (The Hindenburg) de Robert Wise
- 1976 : Les Hommes du président (All the President's Men) d'Alan J. Pakula
- 1976 : Deux Farfelus à New York (Harry and Walter Go to New York) de Mark Rydell
- 1976 : Le Bus en folie (The Big Bus) de James Frawley
- 1977 : La Fièvre du samedi soir (Saturday Night Fever) de John Badham (contribution)
- 1978 : Le Récidiviste (Straight Time) d'Ulu Grosbard
- 1979 : Norma Rae de Martin Ritt
- 1979 : Fast Break de Jack Smight
- 1979 : The Promise de Gilbert Cates
- 1979 : Old Boyfriends (en) de Joan Tewkesbury
- 1979 : Apocalypse Now de Francis Ford Coppola, bande originale non retenue mais sortie au format CD en 2017[1],[2]
- 1981 : The Night the Lights Went Out in Georgia de Ronald F. Maxwell
- 1981 : Only When I Laugh de Glenn Jordan
- 1981 : Paternity de David Steinberg
- 1983 : Le Retour de Max Dugan (en) (Max Dugan Returns) de Herbert Ross
- 1984 : Oh, God! You Devil! de Paul Bogart
- 1984 : 2010 : L'Année du premier contact (2010) de Peter Hyams
- 1985 : Oz, un monde extraordinaire (Return to Oz) de Walter Murch
- 1986 : Short Circuit de John Badham
- 1986 : Goodnight Mother ('Night, Mother) de Tom Moore
- 1987 : Backfire de Gilbert Cates
- 1988 : Vice Versa de Brian Gilbert
- 1988 : Incidents de parcours (Monkey Shines) de George Andrew Romero
- 1992 : Bed & Breakfast (en) de Robert Ellis Miller
- 1994 : The Journey Inside de Barnaby Jackson
- 1995 : One Night Stand de Talia Shire
- 2002 : Ash Wednesday d'Edward Burns
- 2004 : The Tollbooth de Debra Kirschner
- 2007 : Zodiac de David Fincher
- 2009 : Présumé coupable (Beyond a Reasonable Doubt) de Peter Hyams
- 2015 : Quitters de Noah Pritzker
- 2015 : Walk On By de Nicholas Woltersdorf
- 2016 : The American Side de Jenna Ricker
- 2017 : Love After Love de Russell Harbaugh

##### Courts métrages
- 1974 : A Sunday Dinner de Jeff Bleckner
- 2012 : Didi Lightful de Barbara Schwartz

#### Télévision

##### Téléfilms
- 1971 : Harpy
- 1971 : Is There a Doctor in the House
- 1971 : The Impatient Heart
- 1971 : Marriage: Year One
- 1971 : Enlèvement par procuration (See the Man Run)
- 1973 : Isn't It Shocking?
- 1974 : La Révolte des abeilles (Killer Bees)
- 1974 : Tell Me Where It Hurts
- 1974 : Sidekicks (en)
- 1974 : Doctor Dan de Jackie Cooper
- 1974 : The Healers
- 1974 : The Virginia Hill Story
- 1974 : L'enfant du désert (The Godchild)
- 1974 : The Tribe
- 1975 : Winner Take All
- 1976 : Amelia Earhart
- 1976 : Raid sur Entebbe (Raid on Entebbe)
- 1977 : Something for Joey (en)
- 1977 : The Greatest Thing That Almost Happened
- 1977 : L'homme qui racontait des histoires  (The Storyteller)
- 1978 : The Defection of Simas Kudirka (en)
- 1978 : Daddy, I Don't Like It Like This
- 1981 : Norma Rae
- 1985 : Do You Remember Love
- 1985 : Le vol du Blue Yonder (The Blue Yonder)
- 1986 : Promise (en)
- 1987 : Convicted: A Mother's Story
- 1987 : Mayflower Madam
- 1988 : God Bless the Child
- 1988 : Jesse
- 1990 : Fidèle à sa promesse (A Promise to Keep)
- 1990 : Le Grand Tremblement de terre de Los Angeles (The Big One: The Great Los Angeles Earthquake)
- 1990 : Always Remember I Love You
- 1991 : La Nouvelle Vie de Sarah (Sarah, Plain and Tall)
- 1991 : The Boys
- 1992 : Dernier souhait, dernier soupire (Last Wish)
- 1992 : Le Lit des mensonges (en) (Bed of Lies)
- 1992 : Broadway Bound
- 1992 : Something to Live for: The Alison Gertz Story
- 1992 : The Habitation of Dragons
- 1992 : Cauchemar en plein jour (Nightmare in the Daylight)
- 1992 : Quatre Yeux et un colt (Four Eyes and Six-Guns)
- 1993 : Le Combat de Sarah (Skylark)
- 1993 : Battement de cœur (Heartbeat)
- 1993 : Le Complot de la haine (Bloodlines: Murder in the Family)
- 1993 : Kathie Lee Gifford's Celebration of Motherhood
- 1993 : Un amour à haut risque (Remember)
- 1994 : Jane's House
- 1994 : Danielle Steel: Il était une fois l'amour (Once in a Lifetime)
- 1994 : L'Homme qui refusait de mourir (The Man Who Wouldn't Die)
- 1994 : Texan (court métrage)
- 1994 : The Companion
- 1994 : Lily in Winter
- 1994 : Le Baiser du papillon (Reunion)
- 1995 : A Father for Charlie
- 1995 : Les Galons du silence (Serving in Silence: The Margarethe Cammermeyer Story)
- 1995 : Le Sang du frère (My Brother's Keeper)
- 1995 : My Antonia
- 1995 : Tecumseh: Le dernier guerrier (Tecumseh: The Last Warrior)
- 1995 : Almost Golden: The Jessica Savitch Story
- 1995 : Heidi, jour après jour (The Heidi Chronicles)
- 1995 : Mariage criminel (Murderous Intent)
- 1996 : Les Femmes de Jake (Jake's Women)
- 1997 : Last Stand at Saber River
- 1997 : To Dance with Olivia
- 1997 : Alone
- 1997 : Ms. Scrooge
- 1998 : I Married a Monster
- 1998 : Fenêtre sur cour (Rear Window)
- 1999 : Double platine (Double Platinum)
- 1999 : Spenser: Small Vices
- 1999 : Les Déchirements du passé (Sarah, Plain and Tall: Winter's End)
- 2000 : Sans laisser de trace (Thin Air)
- 2002 : Ma fille, mon espoir (Two Against Time)

##### Séries télévisées
- 1962 : Le Virginien (The Virginian)
- 1966 : Evening Primrose
- 1971 : The Priest Killer
- 1971 : Getting Together
- 1974 : Lucas Tanner (en)
- 1975 : Joe and Sons
- 1976 : The Oregon Trail
- 1976 : The Practice : Bobby Donnell et Associés
- 1976 : McNaughton's Daughter
- 1981 : Homeroom
- 1987 : L'Emprise du mal (Echoes in the Darkness)
- 1989 : The Women of Brewster Place
- 1989 : I Know My First Name Is Steven
- 1990 : The Kennedys of Massachusetts
- 1990 : Common Ground, mini-série télévisée de Mike Newell
- 1991 : Rage (Paris Trout)
- 1995 : Lonesome Dove : Le Crépuscule (Streets of Laredo)

### comme acteur
- 1976 : Deux Farfelus à New York (Harry and Walter Go to New York) : Piano Player #1

## Récompenses et nominations

### Récompenses
- BMI Film & TV Awards, 1987 Short Circuit